# 薬林寺 (川口市)
薬林寺（やくりんじ）は、埼玉県川口市にある真言宗智山派の寺院。

## 歴史
1460年（寛正元年）、宥淳によって開山されたとも、1486年（文明18年）、宥鎮によって開山されたともいわれている。当寺や所属宗派の真言宗智山派は前者の説を採っている。
その後、1525年（大永5年）に了高によって中興された。
かつては大伽藍を誇っていたが、天正年間（1573年 - 1592年）の岩付城落城の際の落武者が逃れてきたので破壊されたという。
当寺の境内には薬師堂があり、薬師三尊が安置されている。領家光音寺、慈林薬師宝厳院の薬師とともに「川口三薬師」と称されている。中興の了高が1539年（天文8年）に建てたものである。現在の堂は1989年（平成元年）に建てられたものである。
境内には観音堂もある。元々は朝日氷川神社の本地仏である観音菩薩を安置していたが、明治初期の神仏分離により、旧別当寺の当寺に移築されたものである。

## 交通アクセス
- 川口元郷駅より徒歩11分。